# Kenya Mori
Kenya Mori Ochoa (Montevideo, Uruguay; 15 de enero de 1977) es una actriz uruguaya. Su padre es Yuyi Mori, un uruguayo de ascendencia japonesa, y su madre es Rosario Ochoa. Tiene 2 hermanos, la también actriz Bárbara Mori y Kintaró Mori. A la edad de cinco años, sus padres se divorciaron quedando junto a sus dos hermanos a cargo de su padre. Cuando tenía catorce años de edad, en el año 1990, se trasladó con ellos a la Ciudad de México.

## Filmografía
- Decisiones extremas (2009)
- La hija del jardinero (2003)
- Enamórate (2003)
- El secreto oculto
- La banda de los tanditos
- El amor no es como lo pintan (2000)
- El precio de nuestra sangre (2000)
- Romántica obsesión (1999)
- Tres veces Sofía (1998)

- Datos: Q6392608